# Иудея под персидским владычеством
Иудея под персидским владычеством — история Иудеи от возвращения евреев из вавилонского плена (538 до н. э.) до захвата страны Александром Македонским (332 до н. э.).
В вавилонском плену евреи свято хранили память о родине и вспоминали поучения и обетования своих пророков. Лучшие из изгнанников успели заслужить благосклонность царей, мирно жили под скипетром Навуходоносора II и его преемников. 
После покорения Вавилона персидский царь Кир II разрешил пленникам вернуться на родину и восстановить Храм. Он хотел иметь дружеское население у самой границы Египта, завоевание которого он уже замышлял.
Зоровавель, потомок царя Давида, и Иисус, внук последнего первосвященника, стали во главе переселенцев (ок. 50 тыс. чел.), повели их из Вавилона в Иудею и поселили их большею частью в той области, которая прежде образовала собою Царство иудейское. Вот почему остатки народа израильского стали с того времени именоваться иудеями.
В Иудее они нашли остатки десяти колен израилевых, которые, смешавшись с другими пришлецами из язычников, поселившихся там самовольно или по распоряжению ассирийских царей, образовали особую общность — самаритяне, которые хотели принять участие в постройке храма и совсем слиться с евреями, но вожди еврейского народа отстранились от всякого общения с ними. Зоровавель управлял страною в качестве наместника, а Иисус должен был исполнять обязанности первосвященника у жертвенника, сооруженного временно, впредь до постройки храма. Вследствие клевет со стороны самаритян работы по сооружению храма были приостановлены на целые 15 лет. Только пламенные речи пророков Аггея и Захарии оживляли упавший дух поселенцев, пока царь Дарий I не принял постройку храма под своё покровительство. Семьдесят лет спустя после разрушения Первого храма, в 516 году до н. э., был освящён Второй храм. Власть сосредоточилась в руках коллегии иудейских жрецов под надзором персидского сатрапа. 
После этого и среди оставшихся в Вавилоне евреев возникло новое движение к переселению на родину. В 458 году до н. э. отправился на прародину Ездра, знатный потомок священнического рода. Вместе с ним переселилось около 1500 семейств. Царь Артаксеркс I велел Ездре поставить в стране правителей и судей и учить народ закону Божию. Ездра стал «Моисеем своего времени».
Со времен Ездры место пророков (последним из них был Малахия) заняли книжники (соферим), т. е. учителя закона Моисеева. Учрежденный Ездрой «Великий собор» старательно собрал пророческие и исторические памятники старины. Им введены были обучение юношества закону и толкование последнего взрослым в богослужебных собраниях, возникших по всей стране.
В борьбе с самаритянами Ездра пользовался особенною поддержкою со стороны своего энергичного современника Неемии, мундшенка царя Артаксеркса II. Из любви к своим соплеменникам Неемия оставил персидский двор, отправился в Иудею и построил вокруг Иерусалима стену. Ездра и Неемия сделали закон руководящим правилом для повседневной жизни и заботились о повсеместном распространении его знания.